# François Robert
François Robert (Dunières) va ser un ciclista francès que fou professional entre 1926 i 1930. La seva principal victòria fou al Circuit de Mont-Blanc del 1929.

## Palmarès
- 1926
  - 2n al Circuit de Cantal
- 1927
  - 3r al Circuit de Cantal
- 1928
  - 3r al Circuit de Cantal
- 1929
  - 1r al Circuit de Mont-Blanc